# Luigi Pieroni
Luigi Pieroni (* 8. September 1980 in Lüttich) ist ein ehemaliger belgischer Fußballspieler.

## Karriere
Pieroni spielte in den Jugendmannschaften von RRFC Montegnée und Standard Lüttichs und begann seine Profilaufbahn 1999 beim RFC Lüttich in der Zweiten Division, bei dem er von 1991 bis 1993 kurzzeitig auch im Nachwuchs aktiv war. Drei Jahre später wechselte er in die Erste Division zu Excelsior Mouscron, wo er in der Saison 2003/04 mit 28 Toren Torschützenkönig der Liga wurde. Er ging nach dieser Spielzeit nach Frankreich, wo er in der Ligue 1 zunächst zweieinhalb Jahre für AJ Auxerre auf Torjagd ging. Im Winter der Saison 2006/07 wechselte er zum FC Nantes, konnte dort jedoch in 14 Spielen der Rückrunde nur einen Treffer erzielen. In der folgenden Saison liehen ihn die Nanteser für jeweils ein halbes Jahr an RC Lens und nach Belgien zum RSC Anderlecht aus. 2008 schloss er einen Vertrag mit dem FC Valenciennes, konnte sich jedoch auch hier nicht durchsetzen. Anfang 2010 kehrte er in seine Heimat zurück, wo er einen Zweieinhalbjahresvertrag beim KAA Gent unterzeichnete. Mit den Gentern wurde er 2010 Vizemeister und Pokalsieger.
Ab 2004 spielte Pieroni auch in der Nationalmannschaft Belgiens. Bei seinem ersten Einsatz am 18. Februar 2004 wurde er beim 0:2 gegen Frankreich wenige Minuten vor Schluss der Partie für Wesley Sonck eingewechselt. Am 1. März 2006 macht er beim 2:0 in Luxemburg seinen ersten von zwei Treffern für die „Roten Teufel“. In seiner letzten von 24 Partien für sein Heimatland gab es am 26. März 2008 eine 1:4-Niederlage gegen Marokko.
Pieroni ist verheiratet und hat einen Sohn.